# Clarence Öfwerman
Clarence Öfwerman és un artista suec, denominat de vegades només Clarence o Öfwerman, molt conegut per ser el productor de Roxette, així com la carrera en solitari de Per Gessle. Va néixer el 22 de novembre de 1957 i és el germà gran de Staffan Öfwerman, percussionista i vocalista de suport del duet Roxette; i fill de Ryune Öfwerman músic de jazz d'anomenada a Suècia i casat amb Marika Erlandsson. Actualment resideix a Estocolm.

## L'artista
Clarence té com a professió productor, teclista i arranjador musical, dins del pop, pop-rock i euro-dance. Ha participat en projectes de diversos cantants (Janne Goldman o Raj Montana) i recopilatoris musicals. El 1981 enregistraria en solitari l'àlbum Ansikten. Però estaria després en col·laboració amb Roxette i sobretot amb Per Gessle.

## Amb Roxette i Gessle
El suec col·laboraria amb el duet Roxette des dels seus començaments, de Pearls of passion fins a Room service el 2001 i dels seus DVD's. Ell estaria el principal responsable dels arranjaments del grup, com també el que faria multitud de versions dels seus senzills inclosos als EP's.
Per altra banda, es convertiria en l'ombra inseparable de Per Gessle, ocupant-se ell mateix de tots els seus discos, arranjaria els recopilatoris, etc. De fet, la unió amb Gessle ve de més lluny; van tocar juntament a un grup (Passagerarna), que realitzaria només un àlbum.
Després Öfwerman s'uniria a la denominada Mazarinerna, creada per Gessle tot seguit d'enregistrar Mazarin, entre els que hi estarien Helena Josefsson i Marie Fredriksson; per la Sommar Mazarin Turné 2003 (SMT).
Productor principal del llibre Att vara Per Gessle que tracta de la biografia oficial del cantant. Darrerament se l'ha vist a la gira Party Crasher Tour el 2009.